# Maestro di Varlungo
Il cosiddetto Maestro di Varlungo (fl. XIII secolo) è stato un pittore anonimo italiano dell'area fiorentina, attivo dal 1285 circa al 1310 circa.

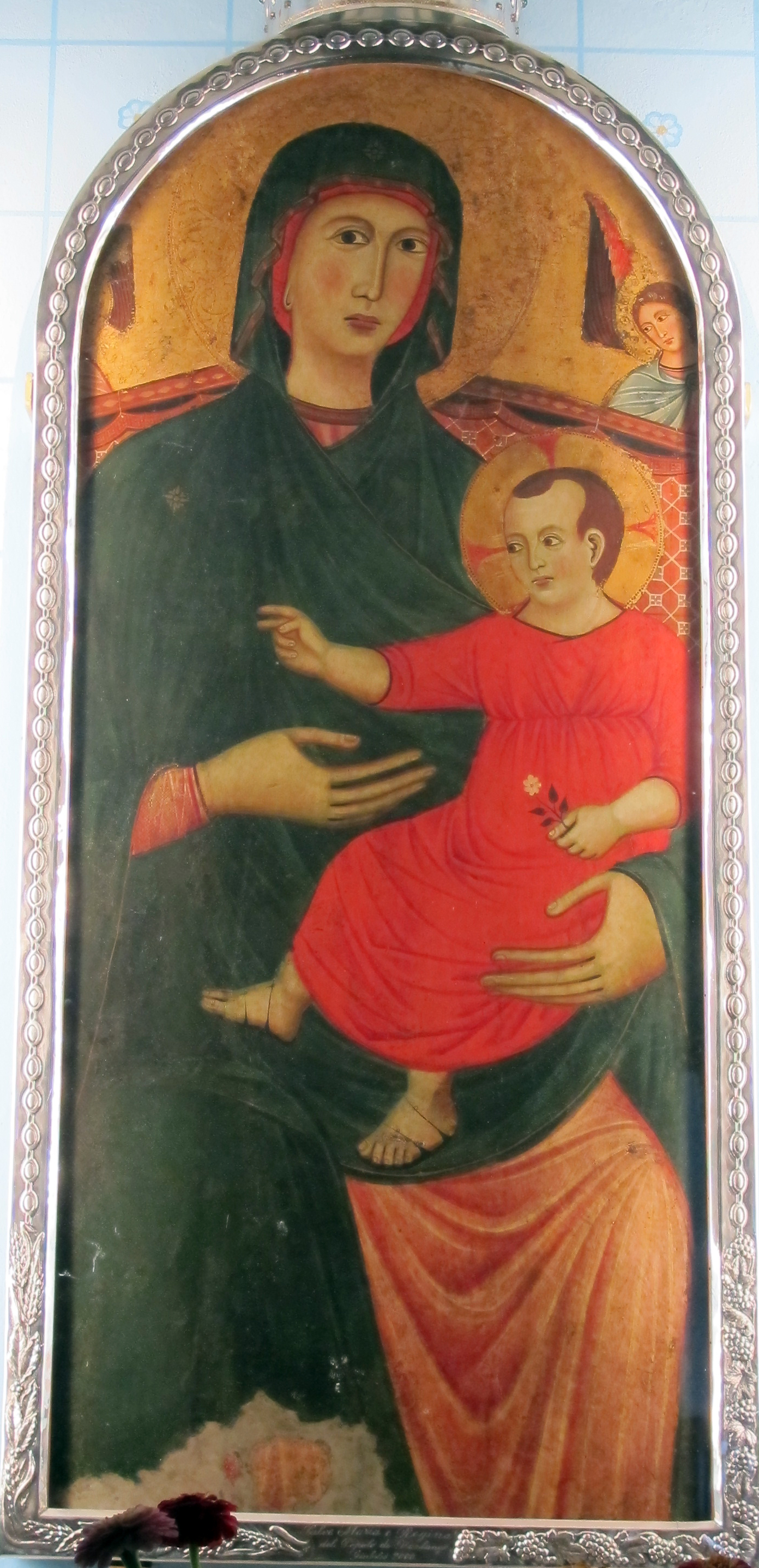
Maestro di Varlungo, Madonna col Bambino, Firenze, San Pietro a Varlungo

Il nome gli è stato assegnato a partire dalla frammentaria Madonna col Bambino nella chiesa di San Pietro a Varlungo, nel contado fiorentino, ora alla periferia della città. Il dipinto, ancora duecentesco nell'impostazione, presenta un'accennata vitalità che fa pensare ad un'influenza delle novità di Cimabue e forse, solo parzialmente, di Giotto. Infatti Roberto Longhi lo definì come uno dei principali allievi di Cimabue e uno dei primi pittori fiorentini della vecchia generazione in cui si nota un'influenza di Giotto.

## Opere
- Madonna col Bambino, 115x50 cm, chiesa di San Pietro a Varlungo, Firenze
- Crocifisso, Museo Bardini, Firenze
- Maestà, 130x82 cm, Metropolitan Museum, New York
- Madonna col Bambino, Propositura del Santissimo Nome di Gesù, Pratovecchio
- Madonna in trono col Bambino e due Angeli, Pieve di Santa Maria Assunta, Stia (Arezzo).